# Petit Best 11
Albums de divers artistes du Hello! Project
Petit Best 10
(2009) Petit Best 12
(2011)
Petit Best 11 ou Pucchi Best 11 (プッチベスト11) est un album compilation de chansons des divers artistes du Hello! Project, sorti fin 2010.

## Présentation
L'album sort le 15 décembre 2010 au Japon sous le label zetima. Il contient des titres sortis en single dans l'année par la plupart des groupes et solistes du Hello! Project ; certains de ces titres ne figureront sur aucun autre album. Parmi eux figurent les chansons Appare Kaiten Zushi! de Muten Musume (composé des membres de Morning Musume), et Elegant Girl de Himuro Ibu (Risako Sugaya) parue sur le single "double face A" Oshare My Dream / Elegant Girl de Mimi Kitagami (Mana Ogawa).
L'album contient aussi trois titres inédits : une nouvelle version de la chanson Renai Revolution 21 de Morning Musume (sous le titre Ramen Revolution 2010, utilisée comme Appare Kaiten Zushi! pour une même campagne publicitaire), une version remixée d'un titre de S/mileage, et une nouvelle chanson interprétée en solo par Reina Tanaka de Morning Musume qui sert de thème à sa série anime Kaito Reinya (Tanaka est accompagnée par trois choristes exterieures au H!P qui doublent comme elle des personnages de la série).
L'album est le onzième d'une série de compilations similaires homonymes nommées Petit Best, dont les volumes sortent chaque fin d'année. Un DVD homonyme (Petit Best 11 DVD) contenant la plupart des clips vidéo des chansons de l'album sort également le même jour. Le titre de Muten Musume et les trois inédits n'ont pas de clip, et sont remplacés par un second clip de six des groupes ou artiste.

## Liste des titres
| 1.  | Onna ga Medatte Naze Ikenai (女が目立って なぜイケナイ)        | Morning Musume                             |  |
| 2.  | Appare Kaiten Zushi! (あっぱれ回転ずし!)                       | Muten Musume (Morning Musume)              |  |
| 3.  | Maji Bomber!! (本気ボンバー!!)                                 | Berryz Kōbō                                |  |
| 4.  | Dance de Bakoon! (Danceでバコーン!)                            | Cute                                       |  |
| 5.  | Genkimono de Ikō! (元気者で行こう!)                            | Erina Mano                                 |  |
| 6.  | Yume Miru Fifteen (夢見る 15歳)                                | S/mileage                                  |  |
| 7.  | Our Songs                                                      | Buono!                                     |  |
| 8.  | Going On!                                                      | Guardians 4                                |  |
| 9.  | Little Princess Pri! (リトル♡ぷりんせす☆ぷりっ!)               | Lilpri                                     |  |
| 10. | Elegant Girl (エレガントガール)                                | Ibu Himuro (CV Sugaya Risako / Berry Kobo) |  |
| 11. | Ramen Revolution 2010 Long Type (ラーメンレボリューション2010) | Morning Musume                             |  |
| 12. | Nusunda Heart wa Koko Desu ka? (盗んだハートはココですよ?)     | Reina Tanaka (et Yui Ogura, Arisa Noto...) |  |
| 13. | ○○ Gambara Nakute mo ee Nende!! (TopNude Remix Version 02)     | S/mileage                                  |  |

Note : le titre n°12 est en fait attribué littéralement à Tanaka Reina (Morning Musume), Chorus : Ogura Yui with Buruburuiyaan (Noto Arisa & Misawa Sachika) (田中れいな(モーニング娘。)　コーラス：小倉 唯 with ぷるぷるいゃ～ん(能登有沙&三澤紗千香))
| 1.  | Onna ga Medatte Naze Ikenai (女が目立って なぜイケナイ)                   | Morning Musume                             |  |
| 2.  | Seishun Collection (青春コレクション)                                     | Morning Musume                             |  |
| 3.  | Tomodachi wa Tomodachi Nanda! (友達は友達なんだ!)                         | Berryz Kōbō                                |  |
| 4.  | Maji Bomber!! (本気ボンバー!!)                                            | Berryz Kōbō                                |  |
| 5.  | Campus Life ~Umarete Kite Yokatta~ (キャンパスライフ) (...)               | Cute                                       |  |
| 6.  | Dance de Bakoon! (Danceでバコーン!)                                       | Cute                                       |  |
| 7.  | Onegai Dakara... (お願いだから...)                                        | Erina Mano                                 |  |
| 8.  | Genkimono de Ikō! (Director's Cut Ver 1) (元気者で行こう!) (...)          | Erina Mano                                 |  |
| 9.  | Yume Miru Fifteen (夢見る 15歳)                                           | S/mileage                                  |  |
| 10. | Onaji Jikyū de Hataraku Tomodachi no Bijin Mama (同じ時給で働く友達の...) | S/mileage                                  |  |
| 11. | Our Songs                                                                 | Buono!                                     |  |
| 12. | Going On!                                                                 | Guardians 4                                |  |
| 13. | Little Princess Pri! (リトル♡ぷりんせす☆ぷりっ!)                          | Lilpri                                     |  |
| 14. | Idolulu (アイドルール)                                                    | Lilpri                                     |  |
| 15. | Elegant Girl (エレガントガール)                                           | Ibu Himuro (CV Sugaya Risako / Berry Kobo) |  |

## Participantes
Comme pour les précédents volumes, toutes les chanteuses ayant interprété des titres de la compilation figurent sur le montage photographique en couverture, certaines apparaissant plusieurs fois en fonction de leurs différentes activités. La couverture du DVD a été modifiée en fonction des différences de contenu ; Muten Musume et Reina Tanaka en solo en ont ainsi été retirées.
- Morning Musume (Ai Takahashi, Risa Niigaki, Sayumi Michishige, Eri Kamei, Reina Tanaka, Koharu Kusumi, Aika Mitsui, Junjun, Linlin)
- Muten Musume (Morning Musume) (sur le CD ; Takahashi, Niigaki, Michishige, Kamei, Tanaka, Kusumi, Mitsui, Junjun, Linlin)
- Berryz Kōbō (Saki Shimizu, Momoko Tsugunaga, Chinami Tokunaga, Māsa Sudō, Miyabi Natsuyaki, Yurina Kumai, Risako Sugaya)
- Cute (Maimi Yajima, Saki Nakajima, Airi Suzuki, Chisato Okai, Mai Hagiwara)
- Erina Mano
- S/mileage (Ayaka Wada, Yūka Maeda, Kanon Fukuda, Saki Ogawa)
- Buono! (Airi Suzuki, Miyabi Natsuyaki, Momoko Tsugunaga)
- Guardians 4 (Aika Mitsui, Risako Sugaya, Yurina Kumai, Saki Nakajima)
- Lilpri (Ayaka Wada, Yūka Maeda, Kanon Fukuda)
- Risako Sugaya en solo (sous le pseudonyme de Himuro Ibu)
- Reina Tanaka en solo (sur le CD ; ses choristes Yui Ogura, Arisa Noto et Misawa Sachika ne sont pas représentées)

(Note : Eri Kamei, Jun Jun et Lin Lin quittent Morning Musume et le Hello! Project le jour de la sortie de l'album)